# Линия Астория, Би-эм-ти
Линия Астория, Би-эм-ти — линия Нью-Йоркского метро, эксплуатировавшаяся «Транспортной компанией Бруклина и Манхэттена» (BMT) и ныне входящая в состав Дивизиона B. Линия обеспечивает проезд по округу Астория в Куинсе и захватывает часть соседних округов. Линия идёт от северной конечной станции Астория — Дитмарс-бульвар в округе Астория до станции 39-я авеню в округе Лонг-Айленд-Сити над 31-й улицей. Затем линия поворачивает на запад и идёт до станции Куинсборо-Плаза.
Линия обслуживается маршрутами N (круглосуточно) и W (в будни днём и вечером до 23:00). Линия была построена по «Двойным контрактам» и обслуживалась компаниями BMT и IRT совместно до 1949 года. На этой линии обе компании использовали вагоны стандарта IRT. Но в 1949 году совместное использование было прекращено и линия была передана в состав Дивизиона B. Одновременно ширина платформ была уменьшена, чтобы они смогли принимать более широкие вагоны стандарта BMT.

## Описание
Северный конец линии - станция Астория — Дитмарс-бульвар, состоящая из одной островной платформы и двух путей. К югу от станции начинается неиспользуемый ныне центральный экспресс-путь, имеющий съезды на основные пути. Следующая станция Астория-бульвар является единственной экспресс-станцией на трёхпутном участке линии. На следующих четырёх станциях могут останавливаться только локальные поезда.
К югу от станции 39-я авеню центральный путь заканчивается, соединяясь с двумя внешними путями. Затем линия поворачивает на запад, к станции Куинсборо-Плаза, двухуровневой станции, где поезда из Манхеттена останавливаются на верхнем уровне, а поезда на Манхеттен - на нижнем. На станции возможна кросс-платформенная пересадка на линию Флашинг. К северу от станции, на верхнем уровне между двумя линиями существуют соединительные пути. Это одно из немногих соединений между Дивизионом A и Дивизионом B. После станции Куинсборо-Плаза начинается спуск под землю, в Тоннель 60-й улицы, после которого уже в Манхеттене линия Астория становится линией Бродвея.

## История
Изначально линия Астория принадлежала компании IRT и была ответвлением от линии Куинсборо, Ай-ар-ти (сейчас - линия Флашинг). Вся линия к северу от Куинсборо-Плаза открылась 1 февраля 1917 года и обслуживалась поездами, курсировавшими от станции Центральный вокзал. Перевозки по линии Корона (сейчас - линия Флашинг) начались тремя месяцами позднее - 21 апреля 1917 года. 
23 июля 1917 года открылось ответвление к эстакадной линии Второй-авеню. В то время все поезда с эстакадных линий после станции Куинсборо-Плаза обслуживали линию Астория, а поезда с подземного метро - линию Флашинг. Позже направления стали чередоваться.
1 августа 1920 года открылся Тоннель 60-й улицы, который позволял поездам компании BMT обслуживать станцию Куинсборо-Плаза. Но станции линий Астория и Корона были построены компанией IRT и были слишком узкими для поездов BMT. Поэтому эти поезда заканчивали свой маршрут на Куинсборо-Плаза, используя для разворота в Манхеттен пути к востоку от станции.
8 апреля 1923 года компания BMT, используя вагоны компании IRT, в дополнение к маршрутам IRT организовала челноки по линии Астория (маршрут в 1924 году получил наименование BMT 8) и по линии Корона (BMT 9). 23 июня 1948 года закрылось ответвление от эстакадной линии Второй-авеню. В тот же день была закрыта и затем разобрана вся линия.
В 1948 году маршруты бывшей компании IRT были пронумерованы: маршрут по линии Флашинг получил номер 7, а маршрут по линии Астория - номер 8. Год спустя, 17 октября 1949 года линия Флашинг была переведена в состав Дивизиона А, а линия Астория - в состав Дивизиона В. Платформы линии Астория были уменьшены для того, чтобы их могли обслуживать маршруты BMT. В то время линию обслуживали маршруты Brighton Local (BMT 1) (сейчас - Q) и Broadway - Fourth Avenue Local (BMT 2) (сейчас - R). С тех пор линия Астория являлась северным концом для самых разных маршрутов, идущих из Бруклина через Манхеттен. В разное время линию обслуживали маршруты B, N, Q, R, T и W.
В начале 2000-х руководство MTA разрабатывало проект продления линии Астория в аэропорт Ла Гуардия. Но в июле 2003 года проект был отменён из-за многочисленных протестов местных жителей.

## Список станций
Проходящие по линии маршруты в зависимости от дня недели и времени суток
|                | День + вечер | Выходные + ночь |
| -------------- | ------------ | --------------- |
| Экспресс-путь  | —            | —               |
| Локальные пути | (до 23:00)   | N               |

Станции на линии
| Условные обозначения |
| для дней и часов работы маршрутов (более точно указано во всплывающих подсказках при этих обозначениях): |
| --- |
| круглосуточно круглосуточно, кроме ночи круглосуточно, кроме будней днём (либо часов пик) в пиковом направлении в будни днём (и, возможно, вечером) в будни круглосуточно в часы пик в будни днём (либо в часы пик) в пиковом направлении в будни днём (либо в часы пик) в направлении, обратном пиковому в выходные ночью ночью и в выходные (и, возможно, вечером) нет движения поездов |

| 7 — круглосуточно · 7 — круглосуточно · <7> — в часы пик в пиковом направлении · <7> — в часы пик в пиковом направлении |

| |  |                                                               |
| |  | R — круглосуточно, кроме ночи · R — круглосуточно, кроме ночи |
| |  |                                                               |
| N — круглосуточно · N — круглосуточно · R — круглосуточно, кроме ночи · R — круглосуточно, кроме ночи · W — в будни днём и вечером до 23:00 · W — в будни днём и вечером до 23:00 |  |                                                               |